# Cá ngựa mõm dài
Cá ngựa mõm dài (Hippocampus guttulatus) là một loài cá thuộc họ Syngnathidae. Loài này có ở Bỉ, Croatia, Cộng hòa Síp, Pháp, Hy Lạp, Ý, Malta, Maroc, Hà Lan, Bồ Đào Nha, Tây Ban Nha, Anh quốc, và có thể Senegal. Môi trường sống tự nhiên của chúng đáy nước bán thủy triều. Nó bị đe dọa do mất môi trường sống.

## Hình ảnh

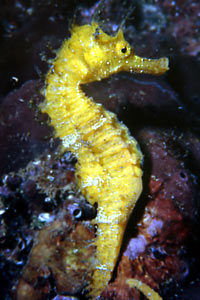
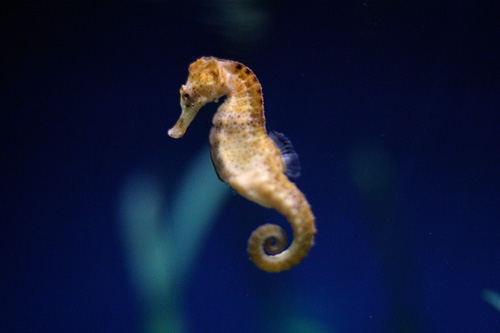
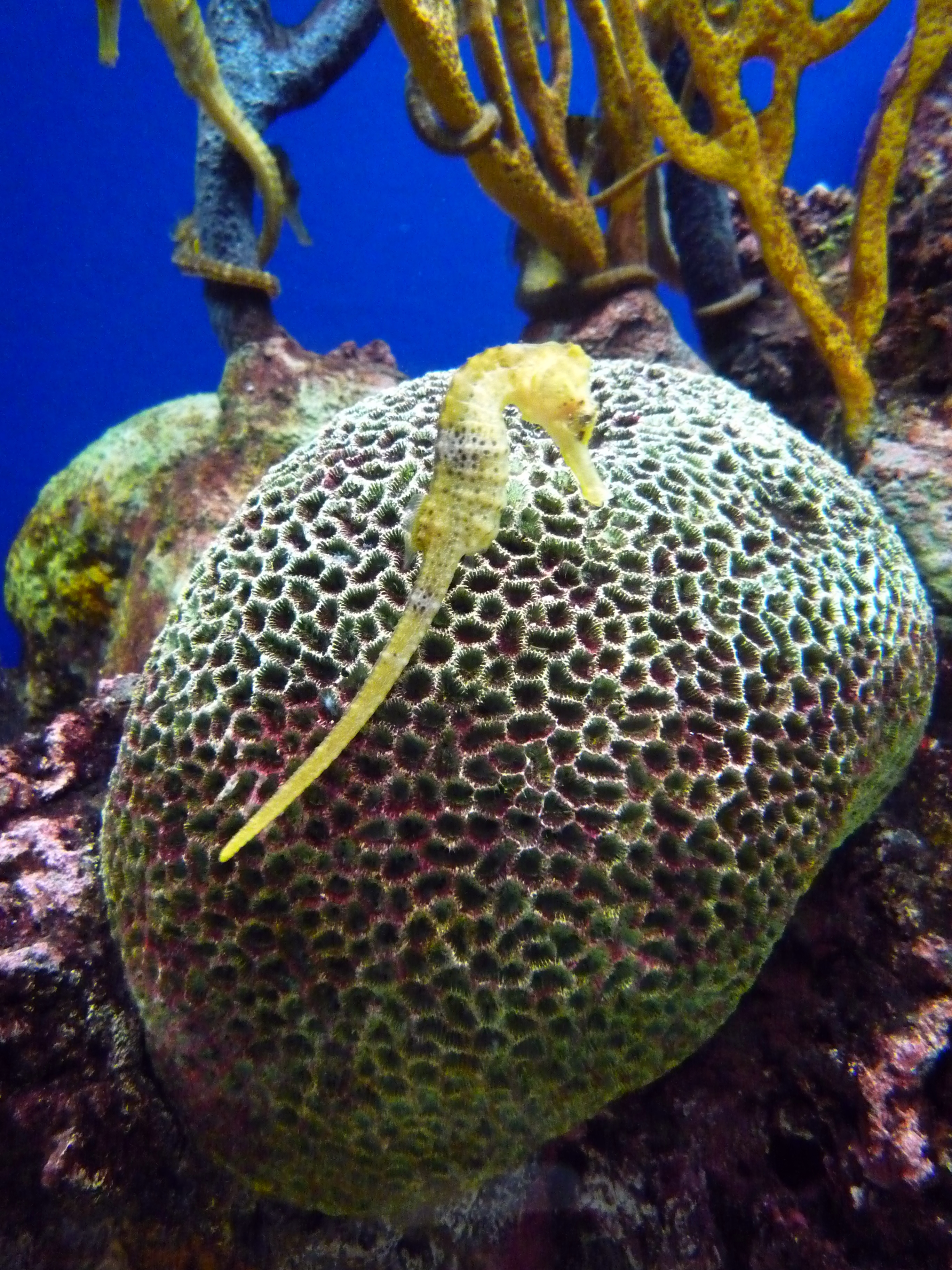
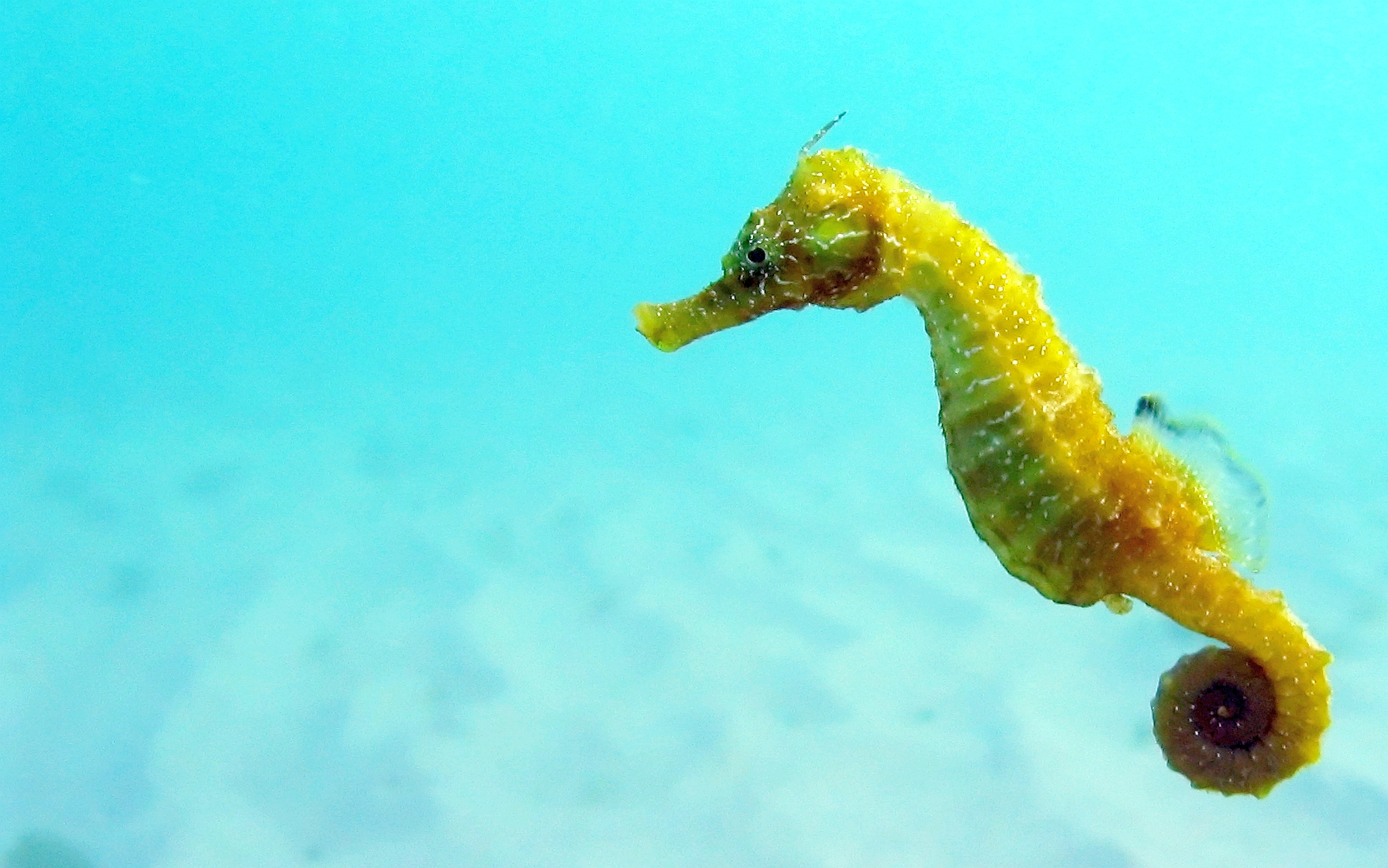